# Neojaera caeca
Neojaera caeca is een pissebed uit de familie Janiridae. De wetenschappelijke naam van de soort is voor het eerst geldig gepubliceerd in 1984 door Kussakin.